# Mikołaj z Ostrowa
Mikołaj z Ostrowa herbu Rawicz (zm. 1501) – polski szlachcic.
Był tenutariuszem kazimierskim oraz, w latach 1494–1499, wojewodą lubelskim. Był świadkiem wydania przywileju piotrkowskiego w 1496 roku. 
6 maja 1499 roku podpisał w Krakowie akt odnawiający unię polsko-litewską. 